# 20 kilomètres marche masculin aux Jeux olympiques d'été de 1964
Navigation
Rome 1960 Mexico 1968
L'épreuve du 20 kilomètres marche masculin aux Jeux olympiques de 1964 s'est déroulée le 15 octobre 1964 avec une arrivée au Stade olympique national de Tokyo, au Japon.  Elle est remportée par le Britannique Ken Matthews.